# Goodyera denticulata
Goodyera denticulata är en orkidéart som beskrevs av Johannes Jacobus Smith. Goodyera denticulata ingår i släktet knärötter, och familjen orkidéer. Inga underarter finns listade i Catalogue of Life.